# 木下家定
木下家定（日语：／ Kinoshita Iesada，1543年—1608年10月4日），是日本安土桃山时代至江户时代初期的大名。他是備中足守藩的初代藩主。足守藩木下家第一代當主。
家定是杉原定利（道松）的長子。杉原定利娶朝日殿為正室，並以婿養子的身份入繼杉原家，而朝日殿也是木下藤吉郎（後來的豐臣秀吉）正室北政所的生母。然而，家定的生母是否是朝日殿至今不詳。
家定最初使用杉原孫兵衛之名。後來因為是木下藤吉郎的義弟，改用木下氏。他後來娶杉原家次之女雲照院為妻，杉原家次也是朝日殿的兄長。
家定沒有作為武將的記載。天正12年（1584年）家次去世後，他成為秀吉的一門眾（筆頭格）。天正13年（1585年）羽柴秀長移封大和郡山城以後，他成為播磨姬路城的城代。天正15年（1587年）9月24日加增播磨國內1万1341石，敘任從五位下、肥後守，賜予羽柴姓；後又敘從三位中納言，賜豐臣姓，秀吉奏請朝廷允許他使用菊桐為家紋。
文禄4年（1595年）8月17日任姬路城主，加增2万5000石。他經常留居大坂城，在此期間以第三子延俊為姬路城的城代。關原之戰期間，他在東軍和西軍的衝突之間持中立態度，離開大坂前往京都，負責保護妹妹北政所。戰後，德川家康認為姬路城為要衝之地，將其封給自己的女婿池田輝政，並將家定移封到備中國的足守。家定並未前往足守藩，而是住在京都並出家。慶長9年（1604年）7月2日敘二位法印。慶長13年（1608年）8月26日去世，享年66歲，葬於建仁寺塔頭常光院，在高台寺高台院亦建有供養塔。
家定死後，幕府命令將他的領地分封給兒子。但北政所違反幕府命令，將領地只傳給了長子勝俊，最終引發勝俊、利房兄弟爭奪領地。由於違反幕府命令，不久後遭改易。大坂之陣後，利房因戰功恢復了足守藩。此外，家定的第三子木下延俊創立了豐後國日出藩、第五子小早川秀秋創立了岡山藩。除了秀秋無嗣斷絕外，足守藩和日出藩的都延續到了廢藩置縣為止。

## 家族
- 父：杉原定利
- 母：不詳，可能是朝日殿（杉原家利之女）
- 妻妾：
  - 正室：雲照院（杉原家次之女）
    - 次男：木下利房
    - 三男：木下延俊
    - 五男：小早川秀秋

  - 家女多人：
  - 某氏：家女
    - 長男：木下勝俊

  - 生母不明的子女：
    - 四男：木下俊定
    - 六男：木下俊忠
    - 七男：木下秀規
    - 八男：周南紹叔

## 外部連結
- 吉備路 足守藩侍屋敷と木下家 （页面存档备份，存于）